# Muralla de Christianshavn
Christianshavns Vold es una antigua muralla que formaba parte del anillo fortificado de bastiones que rodeaba Copenhague (Dinamarca). A lo largo del perímetro sureste de Christianshavn y Holmen, formaba una barrera protectora contra la isla de Amager. Consta de terraplenes con 12 bastiones y frente a él discurría un foso, Stadsgraven, que ahora forma un amplio canal que separa Christianshavn del resto de Amager. Al otro lado de Stadsgraven, en Amager, había un sistema de murallas inferior llamado Christianshavns Enveloppe, del que solo se conserva la mitad norte. Junto con Kastellet, al otro lado del puerto, es la única parte intacta del sistema de fortificación.
En la actualidad, Christianshavns Vold es un importante espacio verde para los habitantes de Christianshavn. La mitad sur del terraplén es un parque municipal, mientras que la parte norte forma parte de Freetown Christiania, una comunidad semiautónoma construida por sus propios habitantes que existe desde principios de los años setenta. Parte de Christiania se encuentra en el extremo de Stadsgraven y las dos mitades están conectadas por la pasarela Dyssebroen.

## Historia

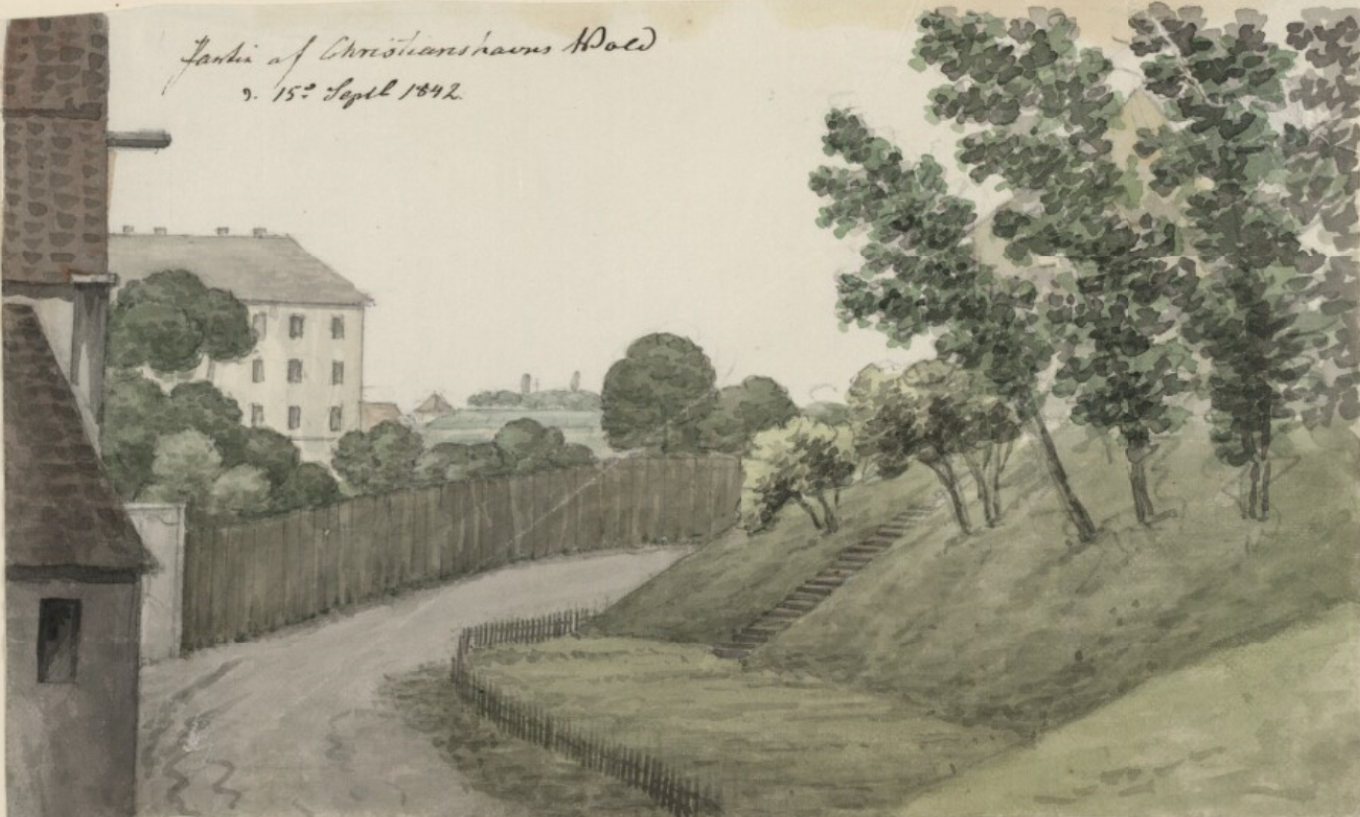
Ole Jørgen Rawert: Christianshavns Vold, 15 de marzo de 1842

Como parte de su esfuerzo por modernizar las fortificaciones de Copenhague, Christian IV construyó Christianshavn como ciudad mercantil fortificada en una zona pantanosa y de aguas poco profundas, ubicada al norte de Amager, con el objetivo de completar un anillo de fortificación alrededor de la ciudad. La ciudad se construyó con terraplenes bajos orientados hacia Amager. La muralla tenía cuatro bastiones y medio, y una puerta de la ciudad, conocida como Amagerport, a través de la cual debía pasar todo el tráfico hacia y desde Amager. 

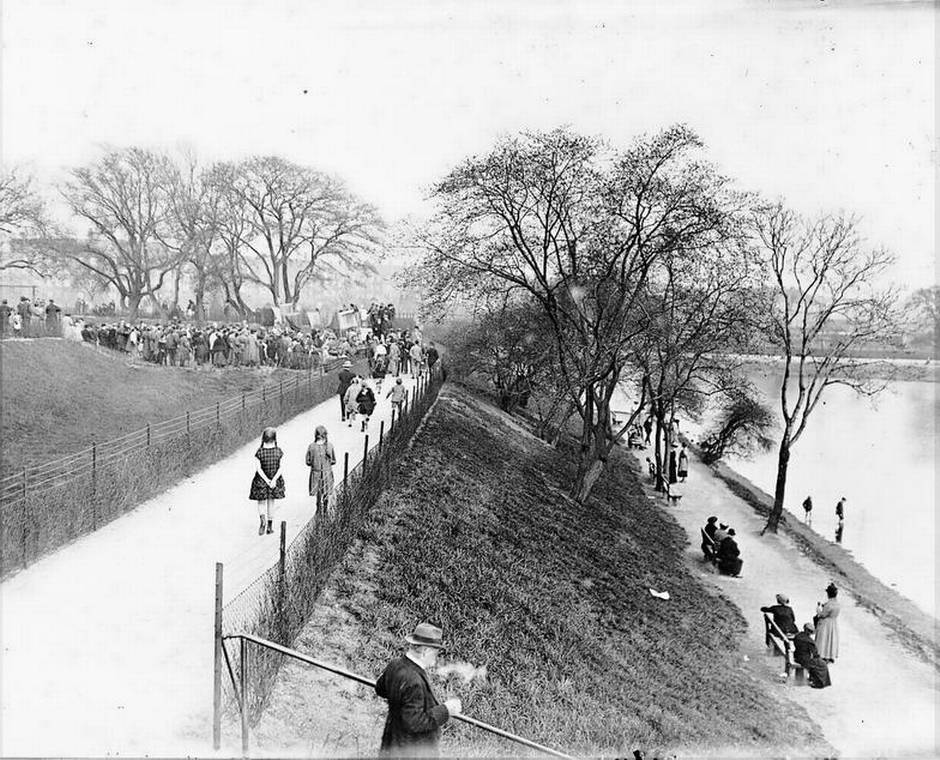
Bülowsvej 22: Una de las antiguas villas ubicadas en el lado este de la calle.

En la década de 1670, cuando se amplió Vestervold para llegar al mar, Christiansvold se trasladó y amplió para coincidir con el nuevo trazado. Solo los dos bastiones más septentrionales, conocidos en la actualidad como Bastión Løvens y Bastión Elefantens, permanecieron en su emplazamiento original. El nuevo Christianshavns Vold constaba de cinco bastiones muy grandes. Alrededor de todo el complejo había un foso con una contraescarpa protectora. De 1682 a 1692, Christianshavns Vold se amplió de nuevo, esta vez hacia el norte, para vigilar la entrada del puerto y proteger la nueva base de la flota real en lo que se conocería como Nyholm. La ampliación incluyó siete nuevos bastiones, bautizados con los nombres de miembros de la familia real. La última ampliación de Christianshavns Vold se llevó a cabo entre 1878 y 1882, cuando se construyó una muralla a lo largo del lado este de la recién recuperada Refshaleø.

## Bastiones

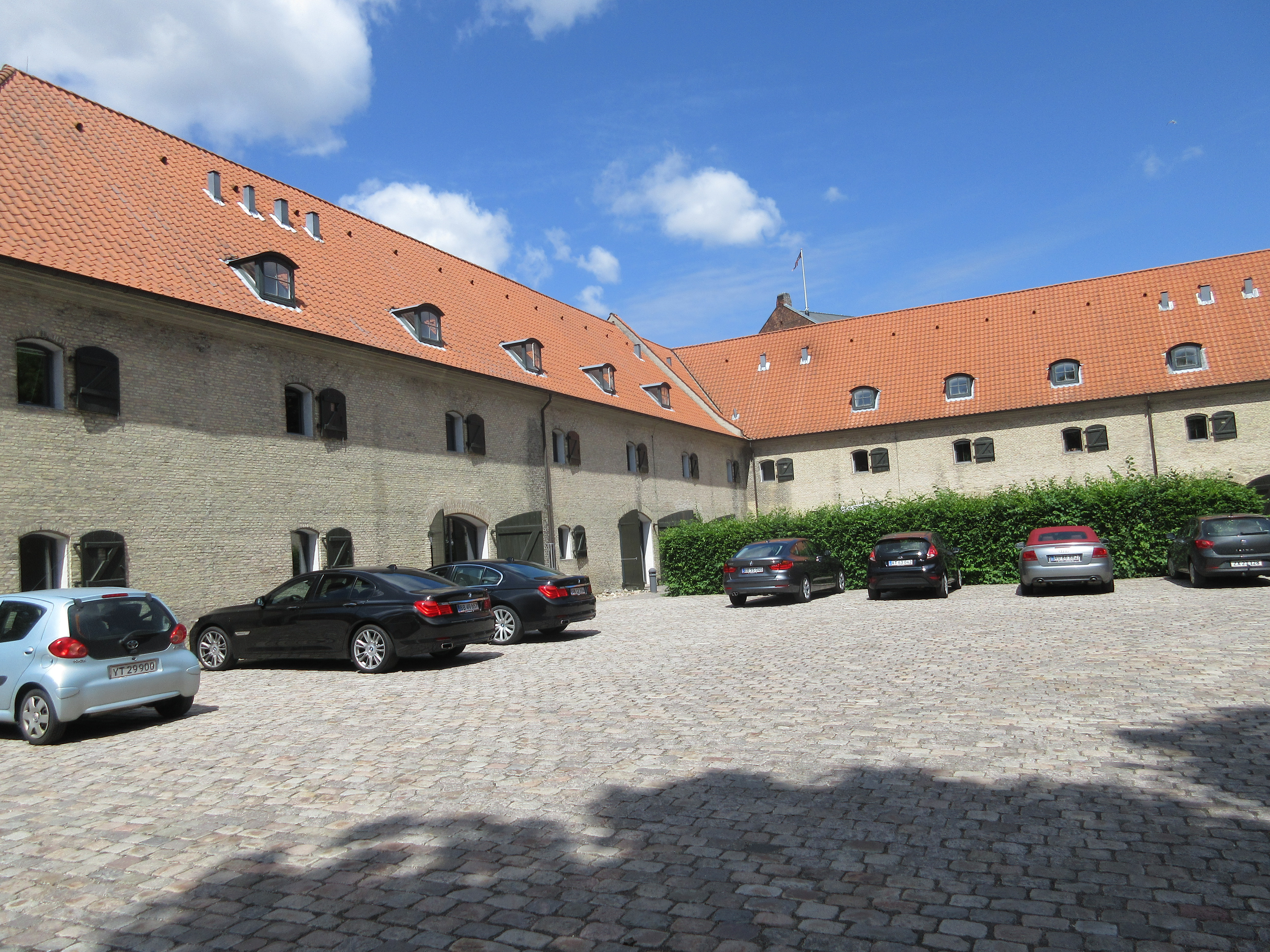
El edificio de almacenamiento

### Bastión de Kalvebod

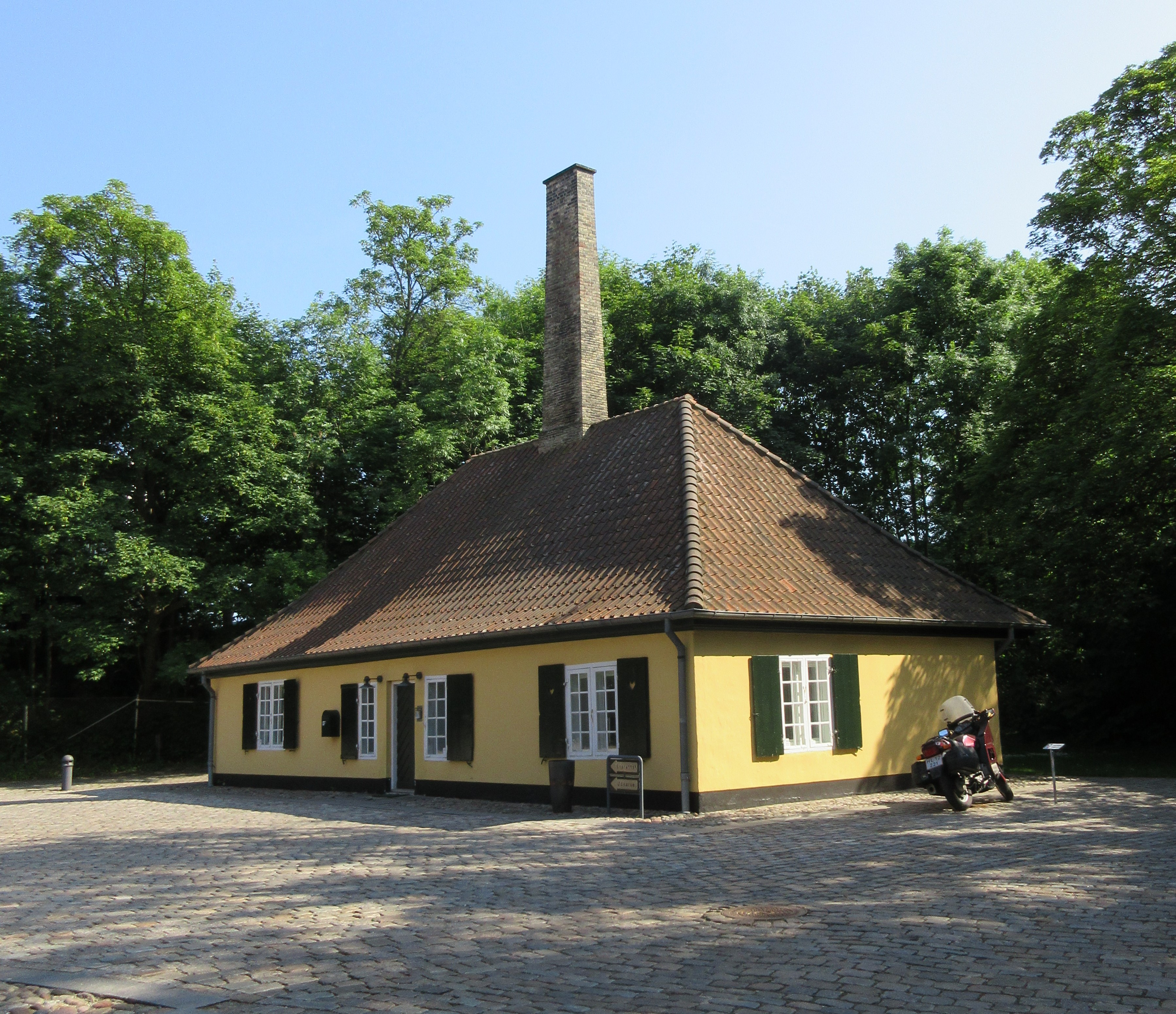
La fragua

El Bastión de Kalvebod debe su nombre a Kalveboderne, unas aguas poco profundas situadas al sur de Copenhague, en lo que hoy es Kongens Enghave. El bastión alberga dos edificios. Magasinbygningen, el más grande de los dos, es un edificio de almacenamiento de dos plantas en forma de L que data de 1800. El otro es una pequeña forja de 1757. Ambos son hoy propiedad de Karberghus, una inmobiliaria privada que invierte principalmente en inmuebles históricos. 

### Bastión de Enhjørningens

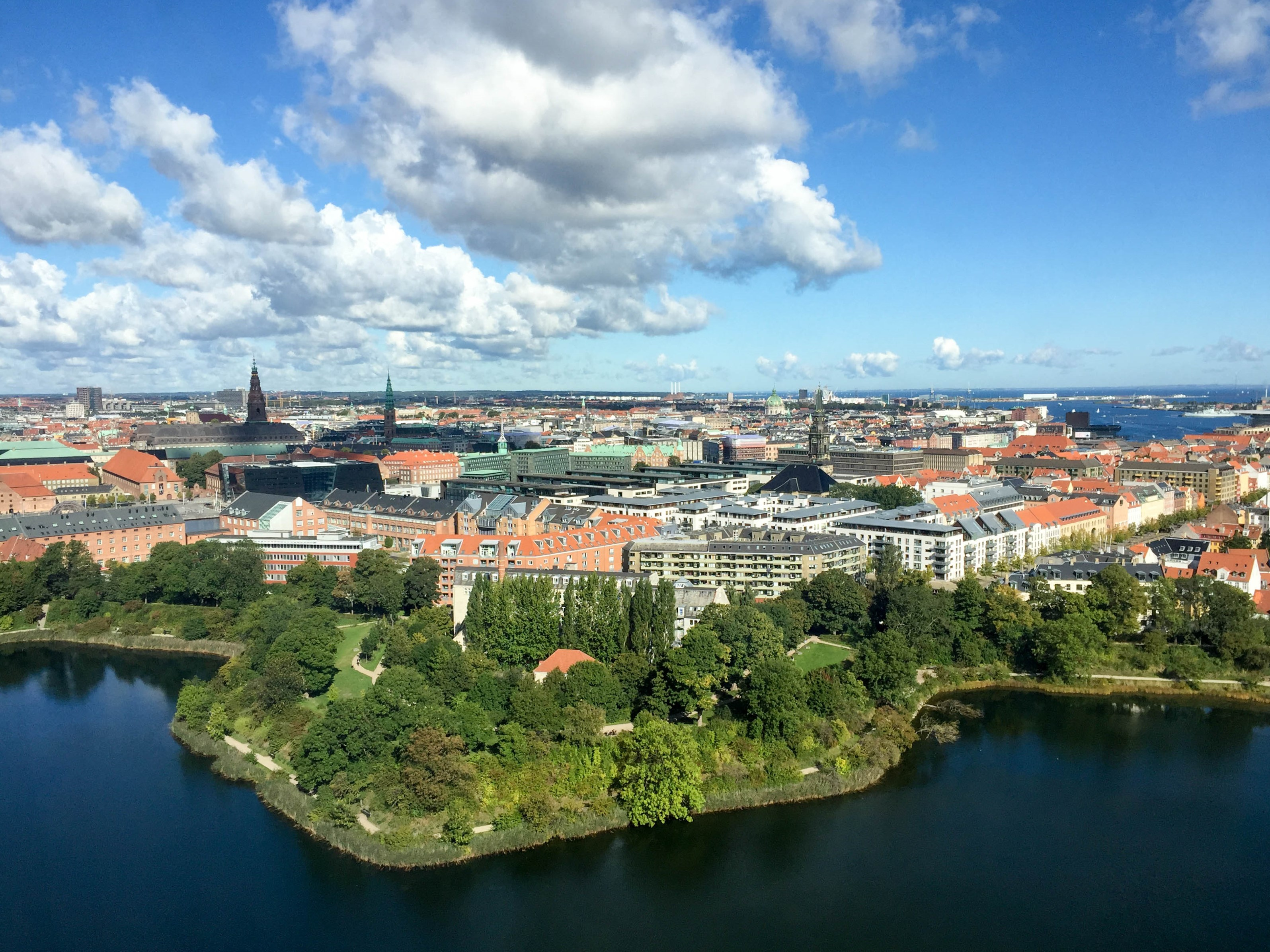
Bastión de Enhjørningens

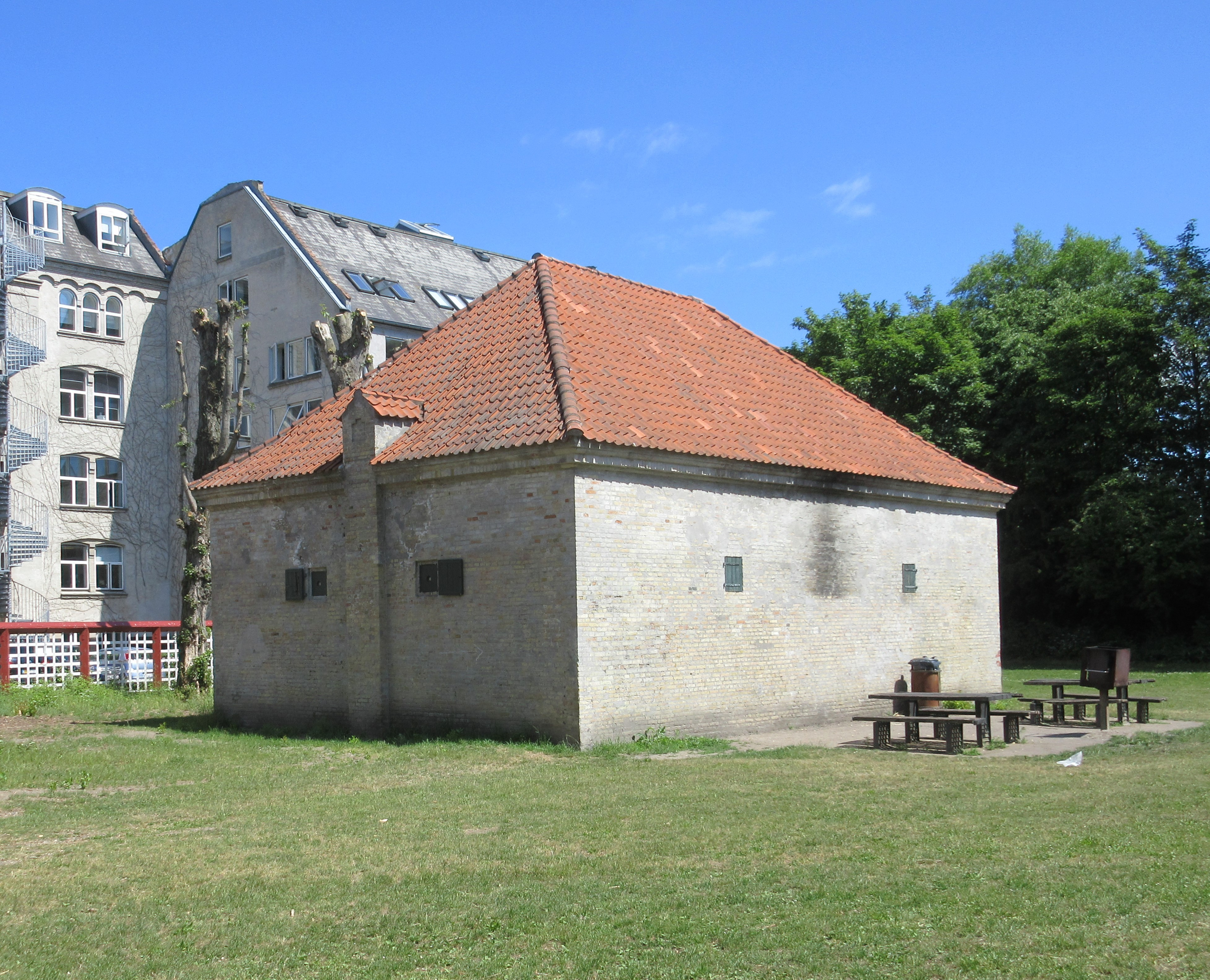
El antiguo polvorín del Bastión Enhjørningens.

El Bastión Enhjørningens (Bastión del Unicornio) data de 1668 a 1670. En él se alberga un polvorín que data de alrededor de 1675 y que antiguamente se utilizaba como almacén de las autoridades del parque del Ayuntamiento de Copenhague . Actualmente es la sede del club de kayak Qajaq København.
En 1683 se construyó un molino de viento en el bastión. Fue destruido por un incendio en la década de 1750 y sustituido por otro en la de 1770. En este lugar también había una destilería y una taberna frecuentada por los numerosos granjeros dirch de Amager que acudían a Copenhague los días de mercado para vender sus productos en Amagertorv.
A finales del siglo XVIII, Peter Rabe Holm construyó allí una pequeña fábrica de cerveza. En la década de 1850, fue sustituida por una nueva fábrica de cerveza industrial, que aún hoy se conoce como Rabeshave («Jardín de Rabe»), en honor al antiguo propietario del lugar. En la década de 1890, Tabeshave se fusionó con otras 11 cervecerías para formar De Forenede Bryggerier. Entre 1907 y 1919, J. Wiedemann construyó una fábrica de salchichas en ese lugar. Actualmente, el edificio alberga un complejo de oficinas (Ægebrovej 6). La casa doble adyacente, que estuvo allí entre 1802 y 1914, se incluyó en 1988 en el registro danés de edificios y lugares protegidos.

### Bastión de Panterens

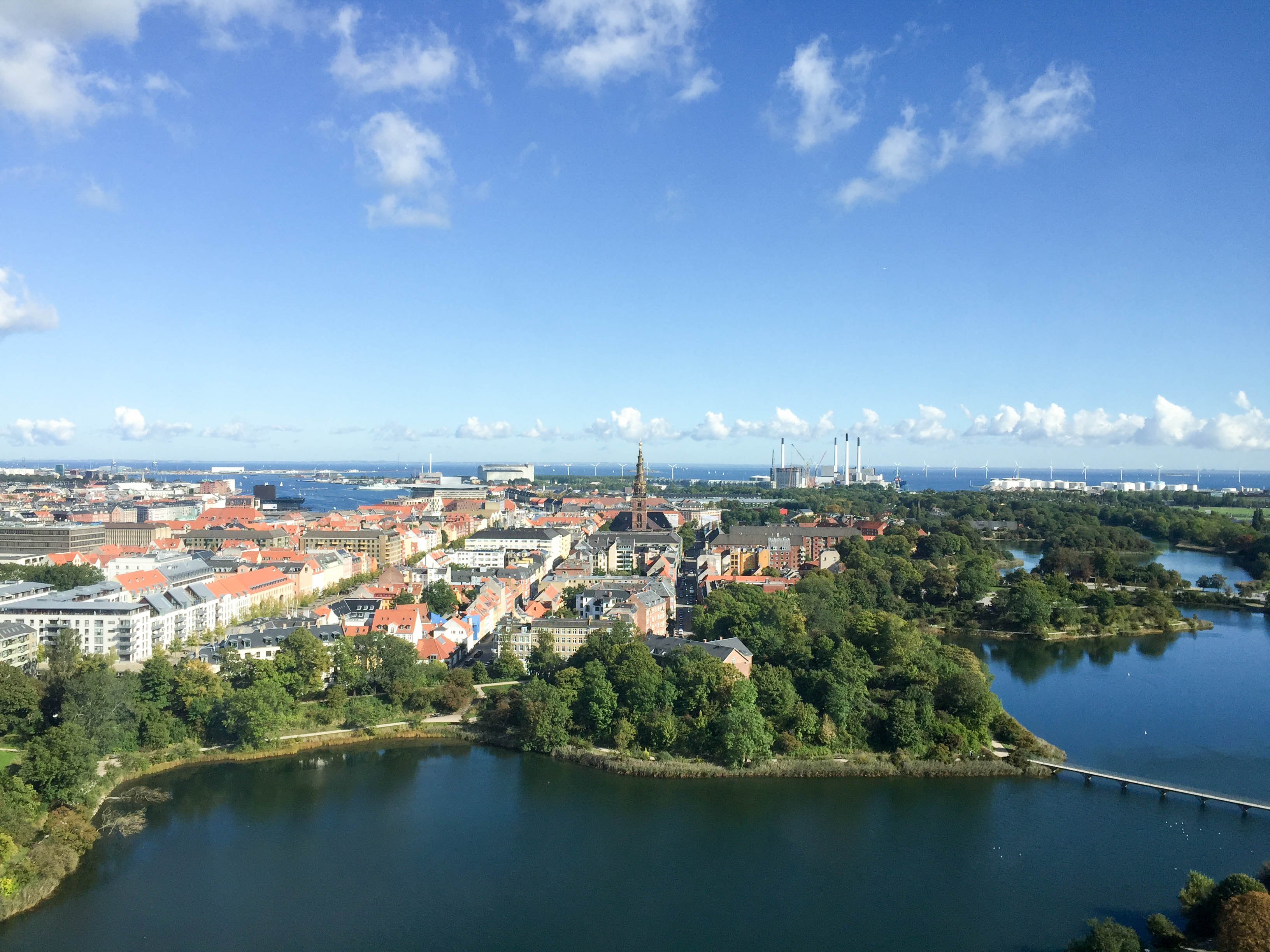
Bastión de Enhjørningens

El Bastión Panterens (El Bastión de la Pantera) contiene unas antiguas instalaciones de entrenamiento militar para el tiro con armas de mano. Los edificios, un complejo de construcciones de ladrillo rojo, se han convertido ahora en apartamentos.Una pasarela sin nombre conecta el bastión con el bulevar Amager, al otro lado de Stadsgraven.

### Bastión del Elefante
El Bastión del Elefante se encuentra al sur de Torvegade. Sustituyó a Møllebastionen (Bastión del Molino) entre 1667 y 1670. En el bastión se encontraba un molino de viento, Breslaus Mølle, desde 1670 hasta 1842. 

### Bastión de Løvens
El Bastión Løvens (Bastión del León) se encuentra un poco al norte de la calle Torvegade. En él se encuentra Lille Mølle, un molino que sustituyó a otro más antiguo en 1783. La tapa del molino se retiró en 1897 y posteriormente se convirtió en una residencia privada. El Museo Nacional se hizo cargo de él a principios de la década de 1970 y ahora funciona como casa museo histórica. En un edificio adyacente se encuentra el restaurante Løven + Bastionen. 

### Bastión de Ulrich
El Bastión de Ulriks (Bastión de Ulrik) data de 1682 a 1692. Debe su nombre a Ulrik Christian Gyldenløve, hijo de Christian V y Sophie Amalie Moth. Fue utilizado por el Laboratorium de Søetatens y pasó a formar parte del cuartel de Bådsmandsgade en la década de 1830. Forma parte de Christiania desde 1971.

### Bastión de Sophie Hedvigs
El Bastión de Sophie Hedvigs data de 1682 a 1692. Recibió su nombre en honor a la Princesa Sofía Eduvigis, hija de Christian V y la Reina Carlota Amalia . Entre 1687 y 1750 albergó un molino de pólvora y, posteriormente, un molino de aceite, hasta que pasó a formar parte del cuartel de Bådmandsgade en la década de 1830. En la actualidad, forma parte de Christiania. La pasarela Dyssebroen conecta el bastión con Dyssen, al otro lado de Stadsgraven.

### Bastión de Vilhelm
El Bastión Vilhelms data de 1682. Debe su nombre al príncipe Guillermo de Dinamarca, hijo de Cristián V y de la reina Carlota Amalia. En su interior se encuentra un polvorín construido en 1688. Fue diseñado por Hans van Steenwinckel el Joven. En 1690 se construyó junto a él un edificio de madera.

### Bastión de Carls
El Bastión de Carls data de los años posteriores a 1682. Debe su nombre al príncipe Carlos, hijo de Christian V y de la reina Carlota Amalie. El bastión contiene un polvorín del año 1690. Fue diseñado por Hans van Steenwinckel el Joven .

### Bastión de Federico

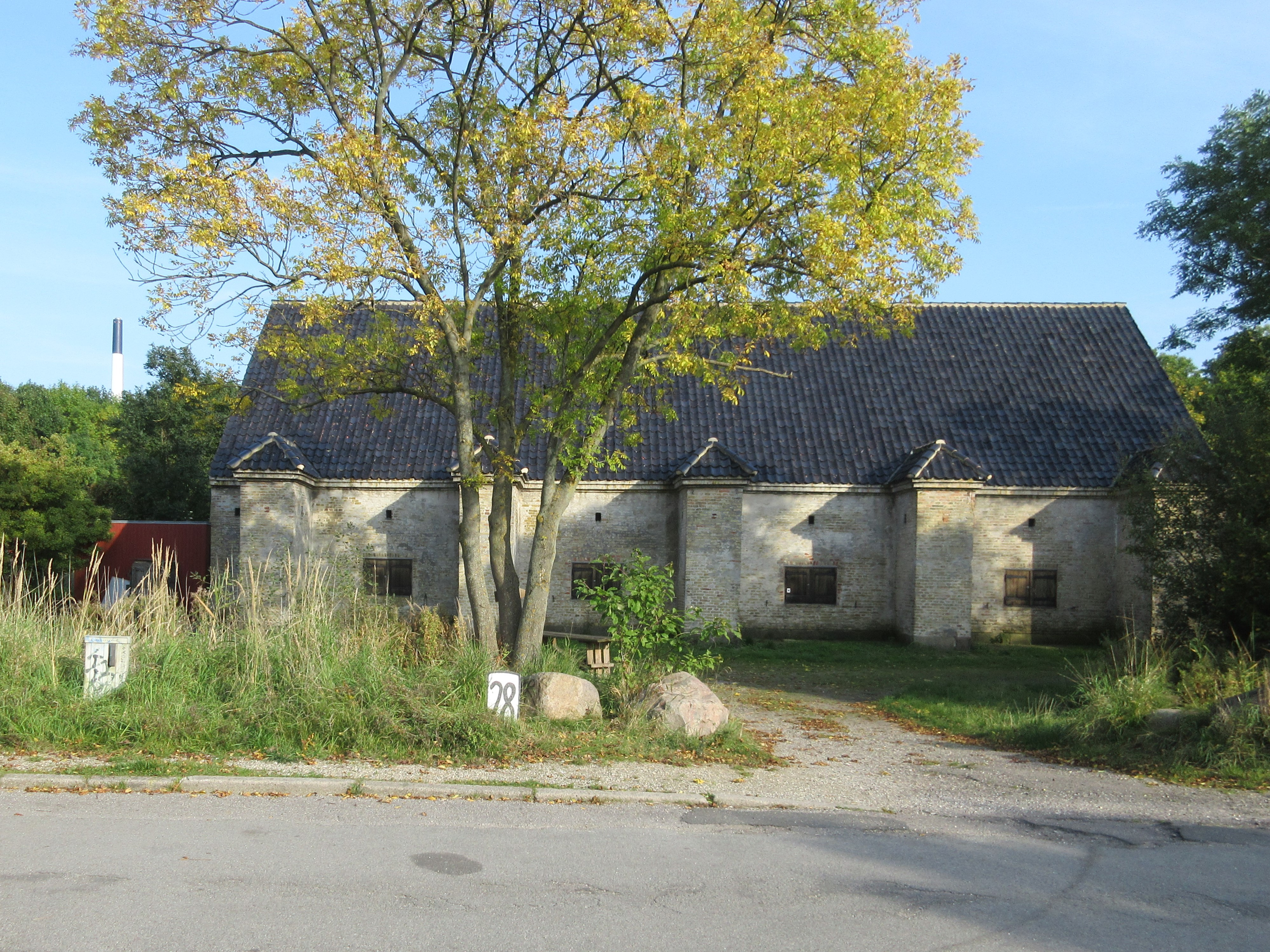
El polvorín del Bastión de Federico

El Bastión de Federico data de los años posteriores a 1682. Debe su nombre al príncipe heredero Federico, hijo de Christian V y la reina Carlota Amalia, quien lo sucedió entre 1744 y 1745. En su interior alberga un polvorín construido en 1690. Fue diseñado por C.E.D. von Øtken. El edificio, conocido simplemente como Bastión Frederiks, se utiliza para exposiciones, conciertos, talleres, reuniones y otros actos. 

### Bastión de Carlota Amalia
El Bastión de Carlota Amalia se encuentra justo al norte de Refshalevej y data de los años posteriores a 1682. Debe su nombre a Carlota Amalia, reina  y esposa de Christian V.
El restaurante 56° se encuentra en un antiguo polvorín, construido entre 1744 y 1745. Fue diseñado por C.E.D. von Øtken.

### Bastión Quintus
El Bastión Quintus o Bastión Christiani Quinti data de los años posteriores a 1682. Debe su nombre a Christian V y, en la década de 1770, pasó a formar parte de los astilleros de Nyholm. En 1858 se instaló en él el almacén Søbefæstningens Materialgård. En la década de 1870, una parte del bastión quedó a disposición del Søminekorpset y, posteriormente, se construyeron varios edificios en el lugar.

## Christianshavns Vold hoy en día
En general, Christianshavns Vold se conserva bien como lugar histórico. Torvegade, la vía principal de Christianshavn, que va desde el puente Knippels hasta la presa de Amager, pasa entre los bastiones Løvens y del Elefante, en el lugar donde antes se encontraba el puerto de Amager. Los terrenos constituyen un parque público, parte del Anillo de Fortificación de la ciudad. El molino de viento del Bastión de Løvens, Lille Mølle, que se convirtió en vivienda particular en 1917, se ha reconvertido en una casa museo histórica. 
La parte norte de la muralla es hoy parte de la Ciudad Libre de Christiania. Los dos antiguos polvorines de los bastiones Frederiks y Carls sirven como escenarios para pequeños conciertos y exposiciones de arte. 

## Arte público y monumentos conmemorativos
En el Bastión del León se encuentra un monumento al escritor Martin Andersen Nexø, que nació en la cercana Sankt Annæ Gade. La obra, un torso de bronce sobre un pedestal de granito, fue creada por Knud Nellemose. En el Bastión de la Pantera se encuentra otro monumento conmemorativo. Representa a Christians Holm, una de las fuerzas impulsoras de la conservación de Christianshavns Vold. 